# Собановка (Львовская область)
Сабановка (укр. Сабанівка, ранее Собанівка) — село в Радеховской городской общине Шептицкого района Львовской области Украины.
Население по переписи 2001 года составляло 332 человека. Занимает площадь 0,81 км². Почтовый индекс — 80221. Телефонный код — 3255.